# Стовпівська сільська рада (Сакський район)
Стовпівська сільська́ ра́да — адміністративно-територіальна одиниця та орган місцевого самоврядування в Сакському районі Автономної Республіки Крим. Адміністративний центр — село Стовпове.

## Загальні відомості
- Населення ради: 1 630 осіб (станом на 2001 рік)

## Населені пункти
Сільській раді підпорядковані населені пункти:
- с. Стовпове
- с. Лушине

## Склад ради
Рада складається з 16 депутатів та голови.
- Голова ради: Адамчук Тамара Анатоліївна
- Секретар ради: Данильченко Ірина Олександрівна

### Керівний склад попередніх скликань
| Прізвище, ім'я, по батькові | Основні відомості                                                                       | Дата обрання | Дата звільнення |
| --------------------------- | --------------------------------------------------------------------------------------- | ------------ | --------------- |
| Большакова Лідія Василівна  | Сільський голова, 1952 року народження, позапартійна                                    | 26.03.2006   | 31.10.2010      |
| Адамчук Тамара Анатоліївна  | Сільський голова, 1968 року народження, освіта середня спеціальна, член Партії регіонів | 31.10.2010   |                 |

Примітка: таблиця складена за даними сайту Верховної Ради України

### Депутати
За результатами місцевих виборів 2010 року депутатами ради стали:

#### За суб'єктами висування
| Суб'єкт висування | Кількість обраних депутатів | %    |
| ----------------- | --------------------------- | ---- |
| Партія регіонів   | 11                          | 68,8 |
| Самовисування     | 5                           | 31,3 |

#### За округами
| № округу        | Прізвище, ім'я, по батькові      | Дата визнання обраним | Освіта  | Партійна приналежність | Відомості про обраного депутата     |
| --------------- | -------------------------------- | --------------------- | ------- | ---------------------- | ----------------------------------- |
| Партія регіонів |                                  |                       |         |                        |                                     |
| 1               | Чингаєва Любов Петрівна          | 31.10.2010            | вища    | позапартійна           | приватний підприємець               |
| 3               | Колєснік Лідія Михайлівна        | 31.10.2010            | вища    | член Партії регіонів   | пенсіонер                           |
| 4               | Бакай Олег Михайлович            | 31.10.2010            | вища    | член Партії регіонів   | приватний підприємець               |
| 5               | Петров Василь Михайлович         | 31.10.2010            | середня | член Партії регіонів   | пенсіонер                           |
| 6               | Печенюк Василь Григорович        | 31.10.2010            | середня | член Партії регіонів   | тимчасово не працює                 |
| 7               | Лавренюк Галина Іванівна         | 31.10.2010            | вища    | член Партії регіонів   | відділення зв'язку, завідувачка     |
| 12              | Сеітов Фарих Енверович           | 31.10.2010            | середня | член Партії регіонів   | тимчасово не працює                 |
| 13              | Білов Костянтин Григорович       | 31.10.2010            | вища    | член Партії регіонів   | тимчасово не працює                 |
| 14              | Добжанська Людмила Олександрівна | 31.10.2010            | середня | член Партії регіонів   | тимчасово не працює                 |
| 15              | Савонова Наталя Анатоліївна      | 31.10.2010            | середня | позапартійна           | тимчасово не працює                 |
| 16              | Бойченко Едуард Миколайович      | 31.10.2010            | середня | член Партії регіонів   | тимчасово не працює                 |
| Самовисування   |                                  |                       |         |                        |                                     |
| 2               | Данильченко Ірина Олександрівна  | 31.10.2010            | середня | позапартійна           | тимчасово не працює                 |
| 8               | Ткач Леонід Володимирович        | 31.10.2010            | вища    | позапартійний          | приватний підприємець               |
| 9               | Фомінов Анатолій Іванович        | 31.10.2010            | вища    | позапартійний          | приватний підприємець               |
| 10              | Бакай Антон Олегович             | 31.10.2010            | вища    | позапартійний          | приватний підприємець               |
| 11              | Слободенюк Оксана Миколаївна     | 31.10.2010            | вища    | позапартійна           | Стовпівська сільська рада, секретар |